# Кеведо (город)
Кеведо (исп. Quevedo) — город в Эквадоре, административный центр одноимённого кантона в провинции Лос-Риос. Население — около 173 000 человек по данным на 2010 год, что делает город крупнейшим в провинции Лос-Риос.

## История
Кеведо был основан в 1838 году, когда Камило Хосе Каликсто запросил власти ближайшего к этой местности города Сапоталя разрешение основать здесь поселение. 22 сентября 1852 года Кеведо получает статус прихода в кантоне Пухили. В 1857 году в окрестностях Кеведо стал добываться каучук, что способствовало первоначальному росту города.
В 1885 году Кеведо стал частью кантона Латакунга. 6 октября 1860 года решением президента Эквадора была создана провинция Лос-Риос и Кеведо вошёл в её состав (кантон Винсес).
В 1930 году в городе было проведено уличное электрическое освещение. Протекающая через Кеведо одноимённая речка связывала город с портом Гуаякиль, в Кеведо также в то время формировалась китайская община, ставшая в итоге крупнейшей азиатской общиной в Эквадоре.
7 октября 1943 года был создан кантон Кеведо, а с 1948 начался банановый бум, что ознаменовало новый этап в развитии и росте города.

## География и климат
Город Кеведо расположен в самом сердце прибрежной части страны, на берегах реки Кеведоо, на высоте 74 метра над уровнем моря. Город занимает удобное географическое положение, позволяющее иметь транспортное сообщение с важнейшими центрами страны. Кеведо находится в 237 км от Кито и в 183 км — от Гуаякиля.
Средняя температура колеблется в районе 20 — 33 °C, достигая иногда отметки и в 38 °C.

## Экономика
Кеведо является крупнейшим экономическим центром провинции Лос-Риос и специализируется на экспорте сельскохозяйственных продуктов: бананы, кофе, какао, пробковое дерево, каучук, пальмовое масла, фруктов, соя, кукуруза и другие.
В середине XX века Кеведо стал центром производства какао и в настоящее время здесь производится продукт под названием "Sabor arriba" (чёрный шоколад с тонким ароматом). Разнообразие сельскохозяйственной продукции, производимой в Кеведо, закрепило за городом прозвище "житницы Эквадора"

## Спорт
В Кеведо базируется футбольный клуб «Депортиво Кеведо», проведший несколько сезонов в Серии А — высшем дивизионе чемпионата Эквадора. Домашние матчи он проводит на стадионе «7 октября», вмещающем 16 000 зрителей.